# Aboitim II
Aboitim II  est un essai biographique sur le président François Mitterrand, écrit par un collectif sous le nom de Baltique et publié un an après la mort de l'ancien du président.

## Présentation
Cet ouvrage fait suite à la publication du premier volume qui n'était pas passé inaperçu dans le monde politique. Sous des dehors ironiques et détachés, il défend la mémoire de François Mitterrand. 
Moments terribles, écrit le collectif d'auteurs, « depuis ce sinistre 8 janvier 1996 », leur douleur est toujours aussi vive et ils déplorent les polémiques éclatées depuis lors car « lui disparu, il savait que la belle unité de façade s'effondrerait. »
Ils racontent ici ce qu'ils appellent leur part d'héritage.